# 中江美裕
中江 美裕（なかえ みゆ、1997年7月19日 - ）は、愛知県出身の、日本人の女子柔道選手である。階級は70kg級。身長165cm。血液型はA型。段位は初段。組み手は右組み。得意技は大内刈、寝技。現在は筑波大学卒。アドヴィックス所属。

## 経歴
柔道は6歳の時に大石道場で始めた。大成中学2年の時には全国中学校柔道大会70kg級で優勝するが、団体戦では決勝で香長中学と対戦すると、3年の池絵梨菜に指導2で敗れてチームも2位にとどまった。近代柔道杯団体戦では優勝した。3年の時には全日本カデで2位になった。全国中学校柔道大会70kg級では決勝で相原中学3年の畠石香花に判定で敗れて2連覇はならなかったが、団体戦では優勝を飾った。続くマルちゃん杯団体戦でも優勝して、中学団体3冠（近代柔道杯、全国中学校柔道大会、マルちゃん杯）を達成した。
大成高校に進むと、1年の時には全日本カデで3位だった。インターハイでは個人戦で3位になった。団体戦では準決勝で新田高校の奥本華月と大将戦で対戦した。場外際の攻防になった際に審判の待てがかかるも、試合会場の喧騒でその声が聞こえなかった中江が奥本の関節を攻め続けたために反則負けが言い渡されて、チームは3位に終わった。監督の大石公平は判定を不服として審判団に抗議するも受け入れられなかった。全国高校選手権の個人戦では準決勝で畠石に技ありで敗れて3位だった。2年の時には全日本カデの決勝で畠石を横四方固で破って優勝した。金鷲旗では3位だった。インターハイの個人戦では3回戦で東大阪大敬愛高校3年の池絵梨菜に合技で敗れると、団体戦の決勝で東大阪大敬愛高校と対戦した際にも、池に合技で敗れてチームは2位に終わった。ジュニア体重別でも準決勝で池に横四方固で敗れて3位だった。アジアジュニアではオール一本勝ちで優勝を飾った。全国高校選手権では決勝で鹿児島情報高校2年の青柳麗美に崩上四方固で敗れて2位だった。3年の時には名古屋で開催された東アジア選手権の個人戦決勝で、綜合警備保障の安松春香を崩袈裟固で破って優勝すると、団体戦でも優勝を果たした。金鷲旗では決勝で敬愛高校と対戦して2人破るも、3人目の新森涼に反則負けを喫すると、その後の選手も敗れて2位に終わった。インターハイの個人戦では5位にとどまった。団体戦では決勝の敬愛高校戦で新森と引き分けるも、チームメイトの鍋倉那美が技ありで勝利したことで優勝を飾った。これにより、中学団体3冠を達成したメンバー（鍋倉、鈴木伊織）で高校においてもようやく全国優勝を果たすことになった。
2016年には筑波大学へ進学すると、1年の時には講道館杯で3位に入った。ヨーロッパオープン・ソフィアでは3位だった。2年の時には優勝大会で2位となった。3年の時には体重別団体で3位だった。4年の時には体重別団体決勝の東海大学戦で立川桃に一本負けして2位に終わった。
2020年からはアドヴィックスの所属となった。講道館杯では初戦で敗れた。

## 戦績
- 2011年 - 全国中学校柔道大会 個人戦 優勝、団体戦 2位
- 2012年 - 近代柔道杯 優勝
- 2012年 - 全日本カデ 2位
- 2012年 - 全国中学校柔道大会 個人戦 2位、団体戦 優勝
- 2012年 - マルちゃん杯 優勝
- 2013年 - 全日本カデ 3位
- 2013年 - インターハイ  個人戦 3位、団体戦 3位
- 2014年 - 全国高校選手権 3位
- 2014年 - 全日本カデ 優勝
- 2014年 - 金鷲旗 3位
- 2014年 - インターハイ 団体戦 2位
- 2014年 - ジュニア体重別 3位
- 2014年 - アジアジュニア 優勝
- 2015年 - 全国高校選手権 2位
- 2015年 - 東アジア選手権 個人戦 優勝、団体戦 優勝
- 2015年 - 金鷲旗 2位
- 2015年 - インターハイ 個人戦 5位、団体戦 優勝
- 2015年 - ジュニア体重別 5位
- 2015年 - 講道館杯 7位
- 2016年 - ポーランドジュニア国際 3位
- 2016年 - 講道館杯 3位
- 2017年 - ヨーロッパオープン・ソフィア 3位
- 2017年 - 優勝大会 2位
- 2018年 -　体重別団体　3位
- 2019年 -　学生体重別　2位
- 2019年 - 体重別団体　2位
- 2023年 -　シニア体重別　2位

（出典、JudoInside.com）